# Antoine Duchesne
Antoine Duchesne (Saguenay, 12 settembre 1991) è un ex ciclista su strada canadese, è stato professionista dal 2014 al 2022.

## Carriera
Dopo un periodo come stagista con la Spidertech powered by C10 negli ultimi mesi del 2012, nel 2013 passa alla Bontrager e nel 2014 approda in Francia per gareggiare con il Team Europcar. Non ha ancora colto nessuna vittoria in carriera; si è però classificato secondo alla Poly Normande 2014, e terzo nell'edizione seguente della gara normanda. Vince la prova in linea del campionato nazionale canadese 2018.

## Palmarès
- 2009 (Juniores)

Campionati canadesi, Cronometro Juniores
- 2018 (Groupama-FDJ, una vittoria)

Campionati canadesi, Prova in linea

### Altri successi
- 2016 (Direct Énergie)

Classifica scalatori Parigi-Nizza

## Piazzamenti

### Grandi Giri
- Giro d'Italia

2021: 115º
- Tour de France

2016: 107º
2022: 61º
- Vuelta a España

2015: 138º
2018: 127º

### Classiche monumento
- Giro delle Fiandre

2014: ritirato
2015: 118º
2016: 52º
2017: 85º
2018: ritirato
2019: 100º
2021: ritirato
- Parigi-Roubaix

2014: ritirato
2015: 109º
2016: 58º
2017: ritirato
2018: ritirato

### Competizioni mondiali
- Campionati del mondo

Mosca 2009 - Cronometro Juniores: 15º
Valkenburg 2012 - In linea Under-23: 77º
Toscana 2013 - In linea Under-23: 46º
Richmond 2015 - In linea Elite: 61º
Doha 2016 - In linea Elite: ritirato
Bergen 2017 - In linea Elite: 120º
Innsbruck 2018 - In linea Elite: ritirato
Yorkshire 2019 - In linea Elite: ritirato
Fiandre 2021 - In linea Elite: ritirato
- Giochi olimpici

Rio de Janeiro 2016 - In linea: ritirato